# Coevorden
Coevorden  è una municipalità dei Paesi Bassi di 36 146 abitanti situata nella provincia di Drenthe.

## Storia

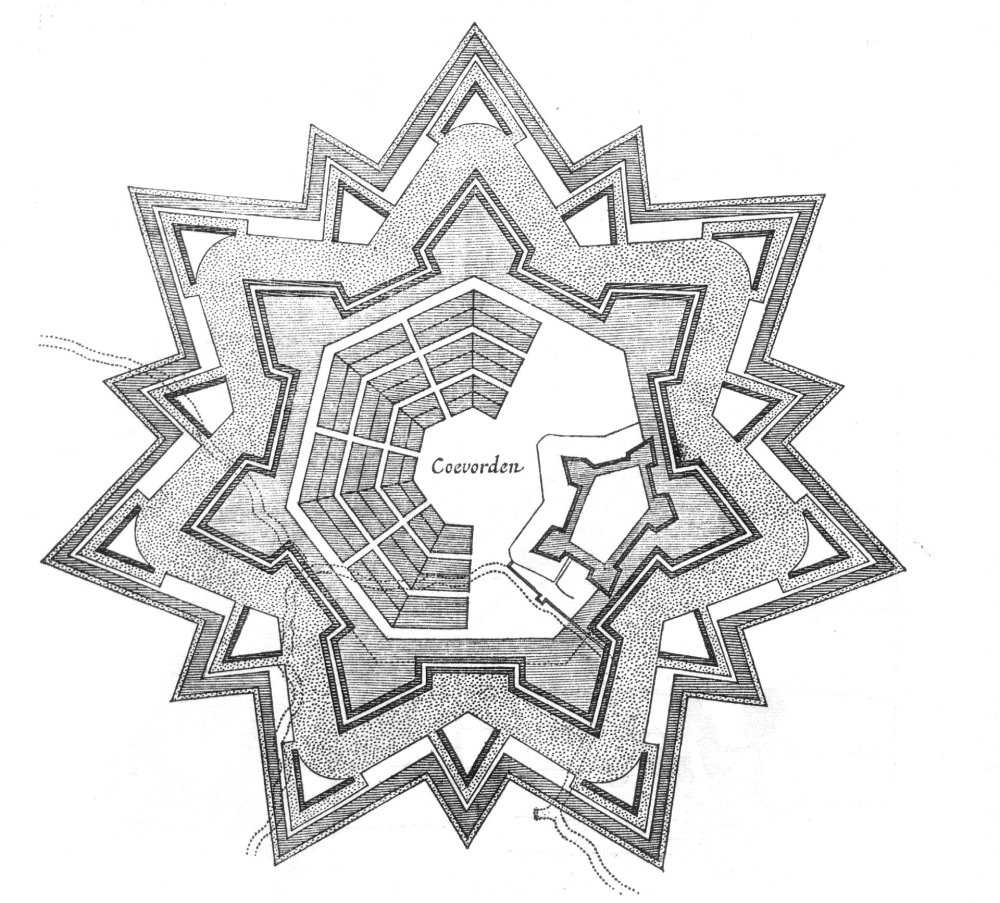
Pianta di Coevorden

In età medievale Coevorden appartenne al principato ecclesiastico di Utrecht a cui era stata data dagli imperatori Corrado II ed Enrico III nell'XI secolo. La lontananza e l'assenza di continuità di Drenthe con il territorio di Utrecht, la resistenza degli abitanti di Drenthe a riconoscere l'autorità vescovile, e la debolezza dei vescovi di Utrecht, resero soltanto nominale tale appartenenza. Per di più uno dei vescovi di Utrecht, Hardbert, nominò a metà del XII secolo suo fratello Leffard burgravio di Coevorden, dando così origine a una dinastia che cercò di rendersi autonoma da Utrecht anche formalmente. Uno di questi burgravi, Rudolf II di Coevorden, resistette al vescovo Otto II che sconfisse nella battaglia di Ane (28 luglio 1227) ma fu ucciso a tradimento dal vescovo Wilbrand di Oldenburg nel 1230. Nel 1288 un nipote di Rudolf, Reinoud van Coevorden, ottenne nuovamente il potere a Coevorden dando così inizio a una dinastia che sarebbe durata fino al 1402.
Coevorden ricevette i diritti comunali nel 1408.
La città fu ricostruita nel XVII secolo per opera di Maurizio di Nassau il quale la ideò con una pianta simile a quella di Palmanova.
In occasione della riorganizzazione delle province dei Paesi Bassi avvenuta nel 1998, Coevorden è stata unita a Dalen, Sleen, Oosterhesselen e Zweeloo.

## Monumenti
- Castello di Coevorden
- De Papeloze Kerk, megalito situato nella frazione di Schoonoord

## Economia
Il territorio, pianeggiante e attraversato da una fitta rete di canali e corsi d'acqua, è coltivato a cereali, patate e barbabietole da zucchero; diffuso l'allevamento bovino e suino. Il sottosuolo è ricco di petrolio e gas naturale. La città presenta alcune industrie (metalmeccaniche, del legno, della carta e conciarie). Nel (2010) Coevorden è stata dotata di un grande parco di divertimenti ("Plopsa Indoor Coevorden").